# František Pustka
František Pustka (ur. 1966) – czechosłowacki skoczek narciarski. Najlepsze wyniki w Pucharze Świata osiągnął w sezonie 1984/1985, kiedy zajął 46. miejsce w klasyfikacji generalnej.

## Puchar Świata

### Miejsca w klasyfikacji generalnej
| Sezon     | Miejsce |
| --------- | ------- |
| 1984/1985 | 46.     |

### Miejsca w poszczególnych konkursach indywidualnychPucharu Świata
| Źródło | Źródło      | Źródło                 | Źródło      | Źródło        | Źródło                 | Źródło                 | Źródło        | Źródło            | Źródło              | Źródło              | Źródło         | Źródło         | Źródło    | Źródło    | Źródło    | Źródło       | Źródło       | Źródło      | Źródło              | Źródło              | Źródło     | Źródło  | Źródło  | Źródło  | Źródło | Źródło | Źródło | Źródło | Źródło | Źródło | Źródło | Źródło | Źródło | Źródło | Źródło | Źródło | Źródło | Źródło | Źródło | Źródło | Źródło | Źródło | Źródło | Źródło | Źródło | Źródło | Źródło | Źródło | Źródło |
| --- | ----------- | ---------------------- | ----------- | ------------- | ---------------------- | ---------------------- | ------------- | ----------------- | ------------------- | ------------------- | -------------- | -------------- | --------- | --------- | --------- | ------------ | ------------ | ----------- | ------------------- | ------------------- | ---------- | ------- | ------- | ------- | ------ | ------ | ------ | ------ | ------ | ------ | ------ | ------ | ------ | ------ | ------ | ------ | ------ | ------ | ------ | ------ | ------ | ------ | ------ | ------ | ------ | ------ | ------ | ------ | ------ |
| Sezon 1982/1983                                                                                                   |             |                        |             |               |                        |                        |               |                   |                     |                     |                |                |           |           |           |              |              |             |                     |                     |            |         |         |         |        |        |        |        |        |        |        |        |        |        |        |        |        |        |        |        |        |        |        |        |        |        |        |        |        |
| Cortina d’Ampezzo                                                                                                 | Oberstdorf  | Garmisch-Partenkirchen | Innsbruck   | Bischofshofen | Harrachov              | Harrachov              | Lake Placid   | Lake Placid       | Thunder Bay         | Thunder Bay         | Sankt Moritz   | Gstaad         | Engelberg | Vikersund | Vikersund | Vikersund    | Falun        | Falun       | Lahti               | Lahti               | Bærum      | Oslo    | Planica | Planica | punkty |        |        |        |        |        |        |        |        |        |        |        |        |        |        |        |        |        |        |        |        |        |        |        |        |
| - | -           | -                      | -           | -             | 72                     | 68                     | -             | -                 | -                   | -                   | -              | -              | -         | -         | -         | -            | -            | -           | -                   | -                   | -          | -       | -       | -       | 0      |        |        |        |        |        |        |        |        |        |        |        |        |        |        |        |        |        |        |        |        |        |        |        |        |
| Sezon 1983/1984                                                                                                   |             |                        |             |               |                        |                        |               |                   |                     |                     |                |                |           |           |           |              |              |             |                     |                     |            |         |         |         |        |        |        |        |        |        |        |        |        |        |        |        |        |        |        |        |        |        |        |        |        |        |        |        |        |
| Thunder Bay | Thunder Bay | Lake Placid            | Lake Placid | Oberstdorf    | Garmisch-Partenkirchen | Innsbruck              | Bischofshofen | Cortina d’Ampezzo | Harrachov           | Liberec             | Sapporo        | Sapporo        | Sarajewo  | Sarajewo  | Lahti     | Lahti        | Falun        | Lillehammer | Oslo                | Oberstdorf          | Oberstdorf | Planica | Planica | punkty  | punkty | punkty | punkty | punkty | punkty | punkty | punkty | punkty | punkty | punkty | punkty | punkty | punkty | punkty | punkty | punkty | punkty | punkty |        |        |        |        |        |        |        |
| - | -           | -                      | -           | -             | -                      | -                      | -             | -                 | 52                  | 65                  | -              | -              | -         | -         | -         | -            | -            | -           | -                   | -                   | -          | -       | -       | 0       | 0      | 0      | 0      | 0      | 0      | 0      | 0      | 0      | 0      | 0      | 0      | 0      | 0      | 0      | 0      | 0      | 0      | 0      |        |        |        |        |        |        |        |
| Sezon 1984/1985                                                                                                   |             |                        |             |               |                        |                        |               |                   |                     |                     |                |                |           |           |           |              |              |             |                     |                     |            |         |         |         |        |        |        |        |        |        |        |        |        |        |        |        |        |        |        |        |        |        |        |        |        |        |        |        |        |
| Thunder Bay | Thunder Bay | Lake Placid            | Lake Placid | Oberstdorf    | Garmisch-Partenkirchen | Innsbruck              | Bischofshofen | Cortina d’Ampezzo | Sapporo             | Sapporo             | Sankt Moritz   | Engelberg      | Harrachov | Lahti     | Lahti     | Örnsköldsvik | Falun        | Oslo        | Szczyrbskie Jezioro | Szczyrbskie Jezioro | punkty     | punkty  | punkty  | punkty  | punkty | punkty | punkty | punkty | punkty | punkty | punkty | punkty | punkty | punkty | punkty | punkty | punkty | punkty | punkty |        |        |        |        |        |        |        |        |        |        |
| - | -           | -                      | -           | -             | -                      | -                      | -             | -                 | -                   | -                   | -              | -              | 6         | -         | -         | -            | -            | -           | 23                  | 77                  | 10         | 10      | 10      | 10      | 10     | 10     | 10     | 10     | 10     | 10     | 10     | 10     | 10     | 10     | 10     | 10     | 10     | 10     | 10     |        |        |        |        |        |        |        |        |        |        |
| Sezon 1985/1986                                                                                                   |             |                        |             |               |                        |                        |               |                   |                     |                     |                |                |           |           |           |              |              |             |                     |                     |            |         |         |         |        |        |        |        |        |        |        |        |        |        |        |        |        |        |        |        |        |        |        |        |        |        |        |        |        |
| Thunder Bay | Thunder Bay | Lake Placid            | Lake Placid | Chamonix      | Oberstdorf             | Garmisch-Partenkirchen | Innsbruck     | Bischofshofen     | Harrachov           | Liberec             | Klingenthal    | Oberwiesenthal | Sapporo   | Sapporo   | Vikersund | Vikersund    | Sankt Moritz | Gstaad      | Engelberg           | Lahti               | Lahti      | Oslo    | Planica | Planica | punkty |        |        |        |        |        |        |        |        |        |        |        |        |        |        |        |        |        |        |        |        |        |        |        |        |
| - | -           | -                      | -           | -             | -                      | -                      | -             | -                 | 62                  | 47                  | -              | -              | -         | -         | -         | -            | -            | -           | -                   | -                   | -          | -       | -       | -       | 0      |        |        |        |        |        |        |        |        |        |        |        |        |        |        |        |        |        |        |        |        |        |        |        |        |
| Sezon 1986/1987                                                                                                   |             |                        |             |               |                        |                        |               |                   |                     |                     |                |                |           |           |           |              |              |             |                     |                     |            |         |         |         |        |        |        |        |        |        |        |        |        |        |        |        |        |        |        |        |        |        |        |        |        |        |        |        |        |
| Thunder Bay | Thunder Bay | Lake Placid            | Lake Placid | Chamonix      | Oberstdorf             | Garmisch-Partenkirchen | Innsbruck     | Bischofshofen     | Szczyrbskie Jezioro | Szczyrbskie Jezioro | Oberwiesenthal | Sapporo        | Sapporo   | Lahti     | Lahti     | Örnsköldsvik | Falun        | Planica     | Planica             | Rælingen            | Oslo       | punkty  | punkty  | punkty  | punkty | punkty | punkty | punkty | punkty | punkty | punkty | punkty | punkty | punkty | punkty | punkty | punkty | punkty | punkty | punkty |        |        |        |        |        |        |        |        |        |
| - | -           | -                      | -           | -             | -                      | -                      | -             | -                 | 71                  | 61                  | -              | -              | -         | -         | -         | -            | -            | -           | -                   | -                   | -          | 0       | 0       | 0       | 0      | 0      | 0      | 0      | 0      | 0      | 0      | 0      | 0      | 0      | 0      | 0      | 0      | 0      | 0      | 0      |        |        |        |        |        |        |        |        |        |
| Legenda |             |                        |             |               |                        |                        |               |                   |                     |                     |                |                |           |           |           |              |              |             |                     |                     |            |         |         |         |        |        |        |        |        |        |        |        |        |        |        |        |        |        |        |        |        |        |        |        |        |        |        |        |        |
| 1 2 3 4-10 11-15 poniżej 15 dq – dyskwalifikacja q – zawodnik nie zakwalifikował się - – zawodnik nie wystartował |             |                        |             |               |                        |                        |               |                   |                     |                     |                |                |           |           |           |              |              |             |                     |                     |            |         |         |         |        |        |        |        |        |        |        |        |        |        |        |        |        |        |        |        |        |        |        |        |        |        |        |        |        |